# Bolskan
Bolśkan (escritura ibérica nororiental: ) fue una ciudad ibera ubicada en territorio de los suessetanos, en el mismo espacio que ocupa en la actualidad la ciudad de Huesca.

## Historia
Si bien el territorio ocupado por los suessetanos fue destruido por el pretor romano Aulo Terencio Varrón hacia 179 a. C., la ciudad de Bolskan, famosa por su ceca, fue respetada, aunque se le cambió el nombre por el de Osca.
Acuñó abundante moneda, con una cabeza de un hombre con barba mirando a la derecha en el anverso y un jinete con una lanza y el nombre de la ciudad en inscripción ibera en el reverso. Las monedas de Bolskan cambian desde 37 a. C., cuando se refundó la ciudad como Osca, incluyendo las inscripciones latinas OSCA en el anverso y DOM. COS. ITER. IMP en el reverso. Estos últimos son denarios en denominación. Tanto las monedas de Bolskan como las de Osca se encuentran dentro de las colecciones de monedas iberas del Museo Británico.